# Wappen von Olesno

Wappen von Olesno

Das Wappen der Stadt Olesno (deutsch: Rosenberg O.S.) ist gespalten.

## Beschreibung
Das Wappen der Stadt ist gespalten. Im vorderen Feld zeigt es auf blauem Grund einen halben goldenen Adler. Im hinteren Feld zeigt es auf silbernem Grund eine halbe rote Rose.

## Bedeutung
Der goldene Adler auf blauem Grund ist der Adler der Oppelner Linie der schlesischen Piasten. Die Oppelner Piasten waren die Gründer und bis zum Aussterben dieser Linie im Jahr 1532 die Besitzer Rosenbergs.

## Geschichte
Ein Siegel der Stadt von 1423 mit der Inschrift „S(…) ROSENBERG“ zeigt bereits den Adler und die Rose nebeneinander frei im Feld. Ein Siegel aus dem frühen 17. Jahrhundert mit der Inschrift „*SIGILVM*CIVITATIS*ROSEBERG“ zeigt Adler und Rose in einem gespaltenen Schild.
Die aktuelle Form des Wappens wurde am 23. April 1997 durch den Stadtrat von Olesno bestätigt.